# Tomasz Krysiński
Tomasz Jan Krysiński (ur. 13 września 1959 w Łodzi) – polski wynalazca, doktor inżynier, konstruktor i wiceprezes Airbus Helicopters, naczelny konstruktor helikoptera X3 oraz współtwórca śmigłowców Tiger i Caracal.

## Życiorys
Ukończył studia na Wydziale Mechanicznym Politechniki Łódzkiej, po których wyjechał do Francji, gdzie ukończył studia w Ecole Nationale Supérieure d’Arts et Métiers, École nationale supérieure du pétrole et des moteurs, a także Université Paris VI. W 1986 podjął pracę w Aérospatiale, następnie w Eurocopter (późn. Airbus Helicopters). W latach 2011–2014 był szefem laboratorium innowacji firmy PSA Peugeot Citroën. Po studiach podjął staż w Airbus Helicopters, zostając pierwszym polskim pracownikiem firmy i sukcesywnie awansując. Jest projektantem specjalistycznych części wykorzystywanych w nowoczesnych francuskich śmigłowcach, m.in. wirników do Caracala i Tigera, autopilota umożliwiającego korektę lotu śmigłowca podczas wykorzystania broni oraz zawieszenia amortyzującego śmigłowców. Jest naczelnym konstruktorem śmigłowca X3. Jest wiceprezesem i dyrektorem Airbus Helicopters ds. badań, innowacji i rozwoju, w latach 2015–2021 był członkiem zarządu Airbus Helicopters Polska, natomiast od 2021 jest prezesem.
Współpracuje z polskimi uczelniami technicznymi w Łodzi, Radomiu, Dolinie Lotniczej koło Rzeszowa. Jest członkiem Rady Naukowej Politechniki Łódzkiej. Z jego inicjatywy, w 2015 roku, powstało w Łodzi Biuro Studiów i Rozwoju Airbus Helicopters Polska. Jest autorem kilkudziesięciu patentów oraz 3 książek dotyczących mechaniki śmigłowców, wydanych we Francji, Stanach Zjednoczonych i Wielkiej Brytanii.

### Życie prywatne
Jest synem profesora Jana Krysińskiego. Od 1984 jego żoną jest francuska lekarka Marie-Annick, z którą ma syna Jana (ur. ok. 1986) i Stefana (ur. ok. 1989).

## Wyróżnienia
- Laureat konkursu „Wybitny Polak we Francji” w kategorii nauka (2016), organizowanego przez Ambasadę RP w Paryżu[3].
- Medal 600-lecia Miasta Łodzi (2023) – za pracę wysokich lotów i wieloletni wkład w budowanie najnowocześniejszych śmigłowców próbując jednocześnie łódzki profesjonalizm[9].
- Tytuł „Honorary Fellow” (2023) przyznawany przez Vertical Flight Society(inne języki)[10].

## Książki
- Krysinski T., Origine et contrôle des vibrations mécaniques: méthodes passives et actives, Lavoisier, 2003, ISBN 978-2-7462-0731-8
- Krysinski T., Malburet F., Instabilité mécanique: contrôles actifs et passifs, Hermès/Lavoisier, 2009, ISBN 978-2-7462-2387-5
- Krysinski T., Malburet F., Énergie et motorisation automobile et aéronautique, ISTE Group, 2020, ISBN 978-1-78405-653-7